# Josef Pohl
Josef Pohl (* 12. Februar 1825 in Wien; † 21. März 1900 ebenda) war ein österreichischer Chemiker. 

## Leben
Der Sohn des Botanikers Johann Emanuel Pohl studierte an der Universität Wien. Ab 1846 arbeitete er als Assistent am Polytechnischen Institut in Wien. 1856 wurde er Professor an der militäradministrativen Lehranstalt. 1866 wechselte er als Professor für chemische technologischen organischen Stoffe an das Polytechnische Institut Wien. In seiner Arbeit war er sehr vielseitig und praxisbezogen. So war er früh auf dem Gebiet der Fotografie tätig (1840 Entdeckung der Atmographie von Daguerrotypieplatten) und hielt 1858 Vorlesungen über Photographie, insbesondere Mikrofotografie. Er wurde am Wiener Zentralfriedhof bestattet.